# Wallis, Duquesa de Windsor
Wallis, Duquesa de Windsor (nascida Bessie Wallis Warfield, Blue Ridge Summit, 19 de junho de 1896 – Paris, 24 de abril de 1986), também conhecida como Wallis Simpson, foi uma socialite americana e esposa do ex-rei-imperador Eduardo VIII. A intenção deles de se casar e sua condição de divorciada causaram uma crise constitucional que levou à abdicação de Eduardo. Eduardo se casou com Wallis seis meses depois, e ela acabou se tornando formalmente a Duquesa de Windsor, sem o título de "Sua Alteza Real" recebendo o tratamento de "Sua Graça".
Seu pai morreu pouco depois de seu nascimento, com Wallis e a mãe sendo parcialmente apoiadas por parentes ricos. Seu primeiro casamento com o oficial da marinha Earl Winfield Spencer foi marcado por períodos de separação que terminaram em divórcio. Tornou-se amante de Eduardo, Príncipe de Gales, em 1934 enquanto ainda estava casada com seu segundo marido, Ernest Aldrich Simpson. Dois anos depois, quando Eduardo ascendeu ao trono, Wallis se divorciou para poder se casar com ele.
O desejo de Eduardo de se casar com uma mulher com dois ex-maridos ainda vivos ameaçou o surgimento de uma crise constitucional no Reino Unido e nos domínios, algo que acabou levando a sua abdicação em dezembro de 1936 para se casar com "a mulher que amo". O antigo rei recebeu o título de Duque de Windsor depois da abdicação por seu irmão e sucessor, Jorge VI. Eduardo se casou com Wallis seis meses depois, e ela acabou se tornando formalmente a Duquesa de Windsor, sem o titulo de "Sua Alteza Real"
recebendo o tratamento de "Sua Graça".
Antes, durante e após a Segunda Guerra Mundial, o duque e a duquesa foram suspeitos por vários governos e pelo público de serem simpatizantes nazistas. Durante as décadas de 1950 e 1960, Wallis e Eduardo viajaram pela Europa e Estados Unidos vivendo uma vida de prazer como celebridades. Wallis passou a viver em reclusão após a morte do duque em 1972, raramente sendo vista em público. Sua vida pessoal tem sido uma fonte de muitas especulações, e Wallis permanece até hoje como uma figura controversa na história britânica.

## Início de vida

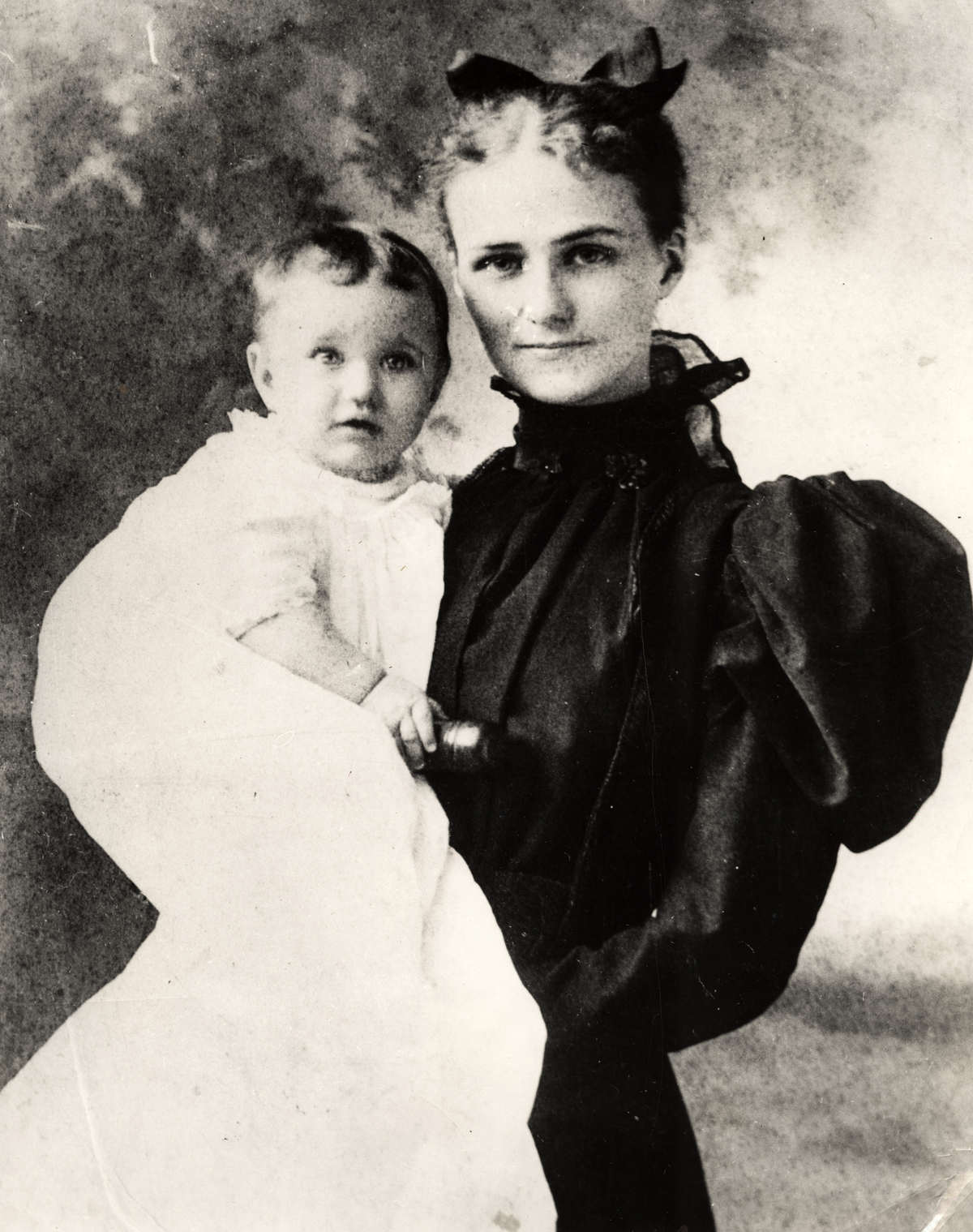
Bessie Wallis Warfield aos seis meses com a mãe, 1896.

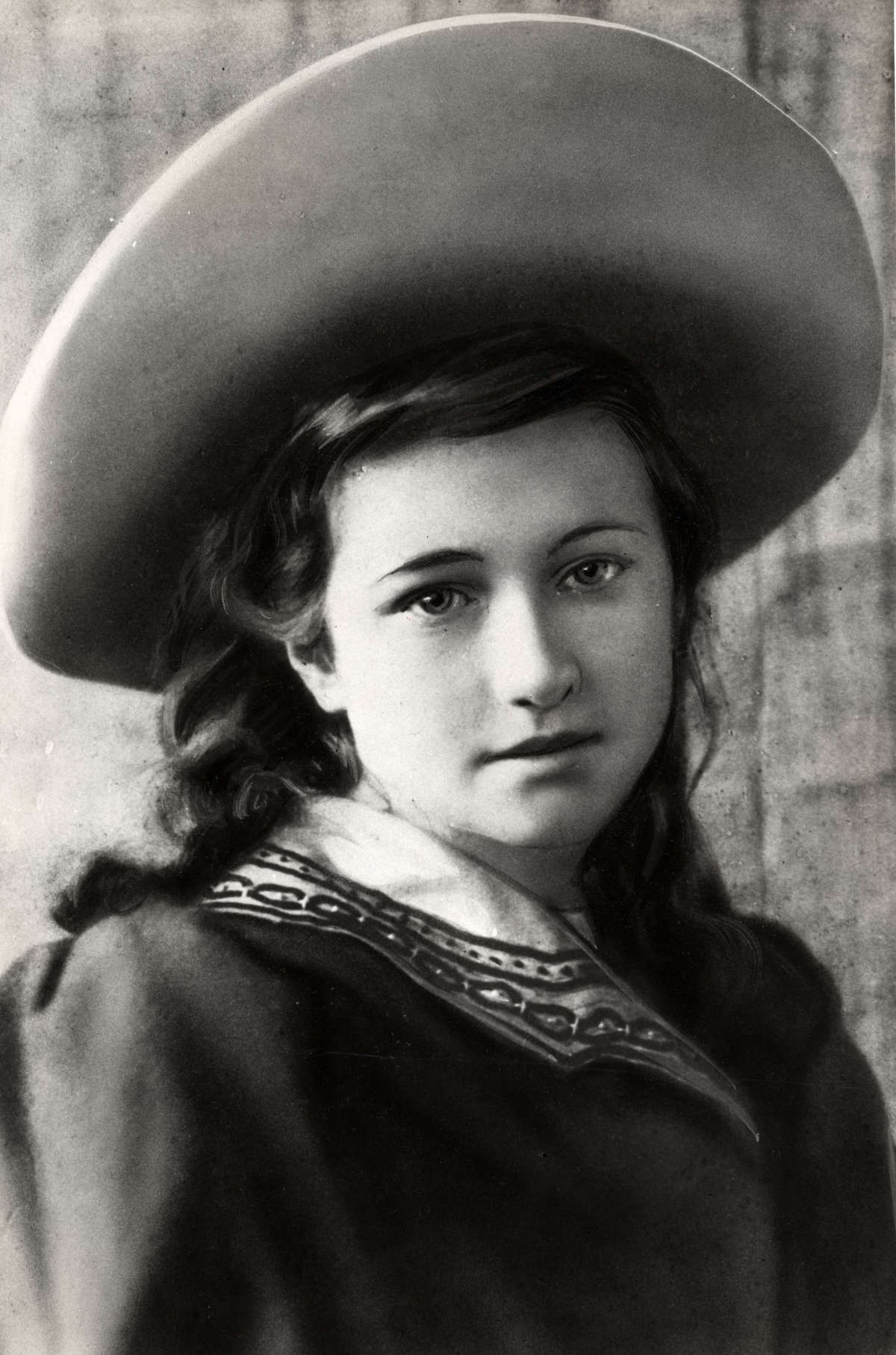
Wallis aos dez anos c. 1906.

Bessie Wallis (as vezes escrito como "Bessiewallis") Warfield nasceu em 19 de junho de 1896 no Chalé Square na Pousada Monterey, um hotel diretamente na frente do Clube de Golfe Monterey, em Blue Ridge Summit, Pensilvânia, Estados Unidos. A cidade era uma estância de verão perto da fronteira com Maryland e era popular com os cidadãos de Baltimore para escapar do calor, com a Pousada Monterey sendo o maior hotel da cidade possuindo um prédio central além de vários chalés de madeira individuais. Seu pai era Teackle Wallis Warfield, o quinto filho e caçula de Henry Mactier Warfield, um comerciante de farinha descrito como "um dos cidadãos mais conhecidos e pessoalmente mais populares de Baltimore" que concorreu a prefeito em 1875. Sua mãe era Alice Montague, filha do vendedor de seguros William Montague. Wallis foi nomeada em homenagem a seu pai (que era conhecido como Wallis) e a irmã mais velha de sua mãe, Bessie, sendo chamada de Bessie Wallis até algum momento de sua juventude quando o primeiro nome foi abandonado.
De acordo com um anúncio de casamento publicado no The Baltimore Sun, seus pais se casaram em 19 de novembro de 1895 pelo reverendo C. Ernest Smith na Igreja Protestante Episcopal de São Miguel e Todos os Anjos, apesar da própria Wallis afirmar que eles se casaram em junho. Seu pai morreu de tuberculose em 15 de novembro de 1896. Sua mãe era dependente nos primeiros anos da caridade do seu rico cunhado S. Davies Warfield, chefe dos correios de Baltimore e posteriormente presidente da Continental Trust Company e da Seaboard Air Line Railroad. Inicialmente as duas viveram com ele em uma casa de quatro andares dividida com a sogra.
Sua tia Bessie Merryman ficou viúva em 1901 e no ano seguinte Wallis e a mãe foram morar na casa dela em Baltimore, onde viveram por um ano antes de estabelecerem-se em um apartamento e depois uma casa própria. Sua mãe casou-se novamente em 1908 com John Freeman Rasin, filho de um importante membro do Partido Democrata. Wallis foi confirmada na Igreja Episcopal de Cristo em 17 de abril de 1910, com seu tio pagando entre 1912 e 1914 para que ela estudasse no Colégio Oldfields, a escola para garotas mais cara de Maryland. Lá ficou amiga de Mark Kirk e Renée du Pont, filha e herdeira do senador T. Coleman du Pont. Uma colega de Wallis na escola lembra: "Ela era esperta, mais esperta que todas nós. Colocou na cabeça que iria até representante de classe, e ela foi". Wallis estava sempre imaculadamente vestida e se esforçava muito. O biógrafo Philip Ziegler escreveu que "Apesar do queixo de Wallis ser muito pesado para ela ser considerada bonita, seus belos olhos de cor azul violeta e figura delicada, raciocínio rápido e capacidade de total concentração em seu interlocutor garantiram-lhe muitos admiradores".

## Primeiro casamento

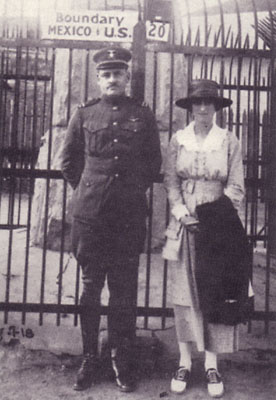
Wallis e seu primeiro marido, Earl W. Spencer, em 1918.

Wallis conheceu em 1916 Earl Winfield Spencer Jr., aviador da Marinha dos Estados Unidos, enquanto visitava sua prima Corinne Mustin em Pensacola, Flórida. Foi nessa época que ela testemunhou dois acidentes aéreos em duas semanas, criando um permanente medo de voar. Os dois casaram-se em 8 de novembro de 1916 na Igreja Episcopal de Cristo em Baltimore, a paróquia de Wallis. Seu marido era um alcoólatra; ele bebia até mesmo antes de voar e uma vez caiu no mar, porém escapou praticamente ileso. Depois de os Estados Unidos terem entrado na Primeira Guerra Mundial em 1917, Spencer foi enviado para San Diego, Califórnia, como o primeiro oficial comandante de uma base de treinamento em Coronado, chamada de Estação Aérea Naval da Ilha do Norte; eles ficaram lá até 1921. Eduardo, Príncipe de Gales, visitou San Diego em 1920 porém não se encontrou com Wallis. Spencer deixou a esposa por um período de quatro meses mais tarde naquele ano, porém eles se reuniram na primavera de 1921 em Washington, D.C., onde ele estava servindo. Eles logo separaram-se outra vez, e Wallis ficou para trás em 1922 tendo um caso com o diplomata argentino Felipe de Espil enquanto Spencer foi colocado no comando do USS Pampanga no Extremo Oriente. Ela visitou Paris em 1924 com Mustin, antes de partir para o Extremo Oriente a bordo do USS Chaumont, um navio de transporte de tropas. Wallis e Spencer brevemente se reencontraram até ela adoecer, indo então para Hong Kong.
Um diplomata italiano lembra de Wallis na época dos senhores da guerra da China: "Sua conversa era brilhante e ela tinha o hábito de trazer o assunto certo de conversa com qualquer um que entrasse em contato e entretê-los naquele assunto". De acordo com Hui-lan Koo, segunda esposa do diplomata e político chinês Wellington Koo, a única frase em mandarim padrão que Wallis aprendeu durante seu tempo na China foi: "Garoto, me passe o champanhe".
Wallis viajou pela China e enquanto estava em Pequim ficou com Katherine e Herman Rogers, que permaneceriam amigos por longa data. De acordo com a esposa de um dos primos de Spencer, Wallis conheceu em Pequim o conde Galeazzo Ciano, posterior genro de Benito Mussolini, e teve um caso com ele, ficando grávida e realizando um aborto malfeito que a deixou estéril. O rumor foi mais tarde espalhado porém nunca provado, com a esposa de Ciano, Edda Mussolini, negando. Wallis passou mais de um ano na China. Ela e o marido voltaram para os Estados Unidos em setembro de 1925, porém vivendo separados. Seu divórcio foi finalizado em 10 de dezembro de 1927.

## Segundo casamento
Wallis já estava envolvida com Ernest Aldrich Simpson, um executivo de transportes anglo-americano e ex-oficial da Coldstream Guards, na época que seu casamento com Spencer foi dissolvido. Simpson divorciou-se de sua primeira esposa, Dorothea com quem tinha uma filha chamada Audrey, para se casar com Wallis em 21 de julho de 1928 no cartório de Chelsea, Londres. Ela enviou de Cannes, onde estava com seus amigos, o Senhor e Senhora Rogers, um telegrama com sua resposta ao pedido de casamento.
Os Simpsons temporariamente moraram em uma casa mobiliada em Mayfair com quatro criados. Wallis viajou de volta para os Estados Unidos em 1929 para visitar sua mãe doente, que havia se casado com o caixeiro jurídico Charles Gordon Allen depois da morte de Rasin. Durante a viagem seus investimentos foram perdidos na Quebra da Bolsa de Wall Street, com sua mãe morrendo pobre em 12 de novembro. Wallis voltou para o Reino Unido; os negócios de transporte ainda estavam bem e o casal se mudou para um grande apartamento com uma equipe de criados.
Através de sua amiga Consuelo Thaw, Wallis conheceu a irmã dela Thelma Furness, então amante de Eduardo, Príncipe de Gales. Furness apresentou Wallis ao príncipe em 10 de janeiro de 1931 em Burrough Court, perto de Melton Mowbray, Leicestershire. Eduardo era o filho mais velho do rei Jorge V do Reino Unido e da rainha Maria de Teck, além de herdeiro aparente do trono britânico. Entre 1931 e 1934, ele encontrou-se com os Simpsons em várias festas, com Wallis estando também presente na corte. Simpson estava começando a ter problemas financeiros já que ele e Wallis estavam vivendo além de seus meios, sendo forçados a demitir vários empregados.

## Relação com Eduardo
Wallis supostamente tornou-se a amante de Eduardo em janeiro de 1934 enquanto Furness estava em Nova Iorque. O príncipe negou isso ao seu pai, apesar de os criados terem visto os dois na cama, além de "evidências de um ato sexual físico". Wallis logo substituiu Furness e Eduardo afastou-se de sua antiga amante e confidente, a herdeira têxtil anglo-americana Freda Dudley Ward.

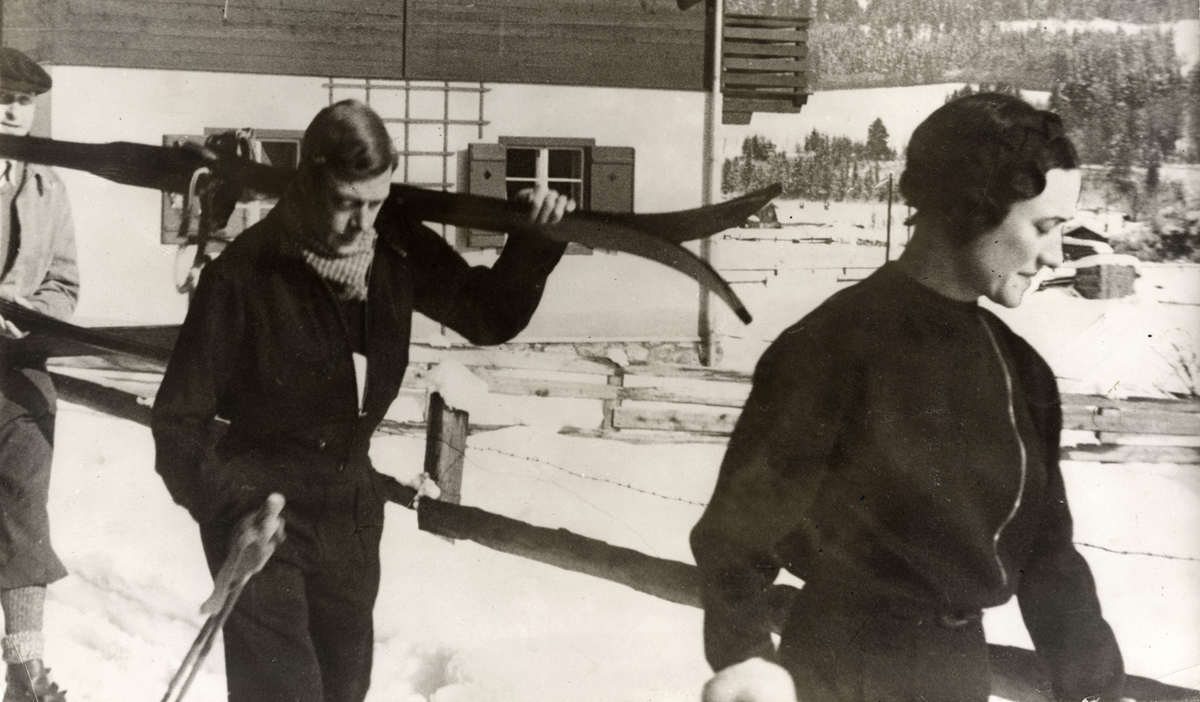
Eduardo e Wallis em Kitzbühel, Áustria, em fevereiro de 1935.

Eduardo estava irremediavelmente apaixonado por Wallis por volta do final de 1934, achando atraente seu jeito dominante e irreverência abrasiva para com sua posição; nas palavras de seu biógrafo oficial, ele tornou-se "servilmente dependente" dela. De acordo com Wallis, ela se apaixonou pelo príncipe durante um cruzeiro em agosto de 1934 abordo do iate particular Rosura de lorde Walter Guinness, 1.º Barão Moyne. Ele a apresentou para sua mãe em uma festa à noite no Palácio de Buckingham – seu pai ficou furioso, principalmente por seu histórico matrimonial, já que pessoas divorciadas geralmente eram excluídas da corte. Eduardo presenteava Wallis com dinheiro e joias, passando suas duas férias de 1935 com ela pela Europa. Seus cortesãos ficaram cada vez mais alarmados quando o caso começou a interferir em seus deveres reais.
O chefe da Divisão Especial da Polícia Metropolitana contou ao comissário em 1935 que Wallis também estava tendo um caso com Guy Marcus Trundle, que "se dizia ser empregado pela Ford Motor Company". As afirmações foram postas em dúvida pelo capitão Val Bailey, que conhecia Trundle e cuja mãe teve um caso com ele por duas décadas, e pela historiadora Susan Williams.

## Crise da Abdicação
Jorge V morreu em 20 de janeiro de 1936 na Casa Sandringham e Eduardo ascendeu ao trono como rei Eduardo VIII. Ele quebrou o protocolo real no dia seguinte ao assistir sua proclamação de ascensão de uma janela do Palácio de St. James, acompanhado pela ainda casada Wallis. Estava ficando aparente para os círculos do governo e da corte que o novo rei-imperador queria se casar com ela. O comportamento de Eduardo e sua relação com Wallis tornou-o impopular com o governo conservador, além de preocupar sua família. A mídia britânica permaneceu deferente com a monarquia e nenhuma história sobre o caso foi reportada internamente, porém a mídia internacional amplamente cobriu a relação dos dois.

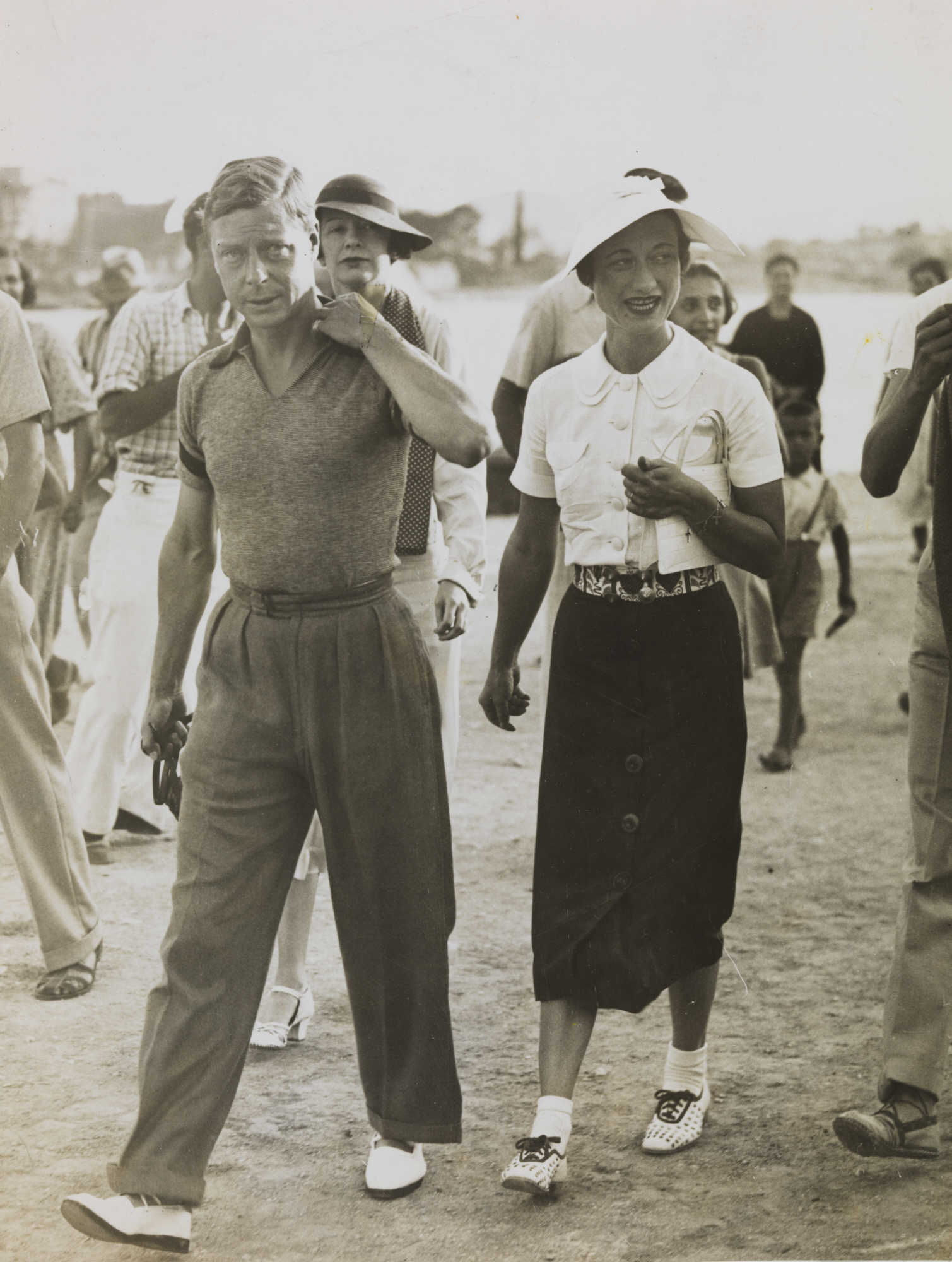
Eduardo e Wallis durante suas férias na Iugoslávia em 1936.

O monarca do Reino Unido é também o Governador Supremo da Igreja da Inglaterra – na época do proposto casamento e até 2002, a Igreja Anglicana não permitia um novo casamento de pessoas divorciadas, com ex-cônjuges ainda vivos. Constitucionalmente, era exigido que o rei estivesse em comunhão com a Igreja Anglicana, porém seu proposto casamento entrava em conflito com os ensinamentos da igreja. Além disso, os governos britânico e dos domínios achavam que Wallis, como duas vezes divorciada, era inadequada politicamente, socialmente e moralmente como possível consorte. Ela era vista por muitos no Império Britânico como uma mulher de "ambição sem limites" que estava perseguindo Eduardo por causa de sua riqueza e posição.
Wallis já havia iniciado um processo de divórcio de seu segundo marido sob as alegações que ele havia cometido adultério com sua amiga de infância Mary Kirk, conseguindo uma vitória inicial em 27 de outubro. Eduardo consultou o primeiro-ministro Stanley Baldwin em novembro sobre um modo de casar e manter o trono. O rei sugeriu um casamento morganático, em que ele permaneceria rei porém Wallis não seria rainha, mas isso foi rejeitado por Baldwin e e os primeiros-ministros da Austrália e África do Sul, Joseph Lyons e J. B. M. Hertzog. Se Eduardo se casasse contra o conselho de Baldwin, o governo seria forçado a renunciar e criar uma crise constitucional.
A relação de Wallis com Eduardo tornou-se de conhecimento público no Reino Unido no início de dezembro. Ela decidiu fugir do país quando o escândalo estourou, indo para o sul da França em uma corrida dramática para escapar da imprensa. Ela ficou cercada pela mídia nos três meses seguintes em Villa Lou Viei, perto de Cannes, casa de seus amigos Herman e Katherine Rogers. Wallis foi pressionada em seu esconderijo por lorde Peregrine Cust, 6.º Barão Brownlow e representante parlamentar do rei, a renunciar Eduardo. Lorde Brownlow leu para a imprensa em 7 de dezembro uma declaração dela, que ele havia ajudado a escrever, indicando a disposição de Wallis para desistir do rei. Entretanto, Eduardo estava determinado em se casar com ela. John Theodore Goddard, o procurador de Wallis, afirmou: "[sua] cliente estava disposta a fazer qualquer coisa para acalmar a situação mas a outra extremidade do postigo [Eduardo VIII] estava determinada". Isso aparentemente indicou que o rei havia decidido que não existia outra opção a não ser abdicar para se casar com Wallis.
Eduardo assinou o Instrumento de Abdicação em 10 de dezembro na presença de seus três irmãos: Alberto, Duque de Iorque (que no dia seguinte ascenderia ao trono como Jorge VI), Henrique, Duque de Gloucester, e Jorge, Duque de Kent. Leis especiais foram aprovadas pelos parlamentos dos domínios finalizando a abdicação do rei no dia seguinte, ou no caso da Irlanda do Norte dois dias depois. Em 11 de dezembro de 1936, Eduardo disse em uma transmissão de rádio que "Eu achei impossível carregar o pesado fardo de responsabilidade e executar minha funções como rei como eu gostaria de fazer, sem a ajuda e apoio da mulher que amo".
Eduardo foi para a Áustria e ficou no Castelo de Enzesfeld, casa de Eugen e Kitty de Rothschild. Ele teve que continuar longe de Wallis até que não houvesse mais perigo de comprometer o decreto absoluto em seus procedimentos de divórcio. Quando o divórcio foi completado em maio de 1937, ela mudou seu nome para Wallis Warfield, voltando ao nome de solteira. O casal se reuniu no Château de Candé, Monts, França, em 4 de maio de 1937.

## Duquesa de Windsor

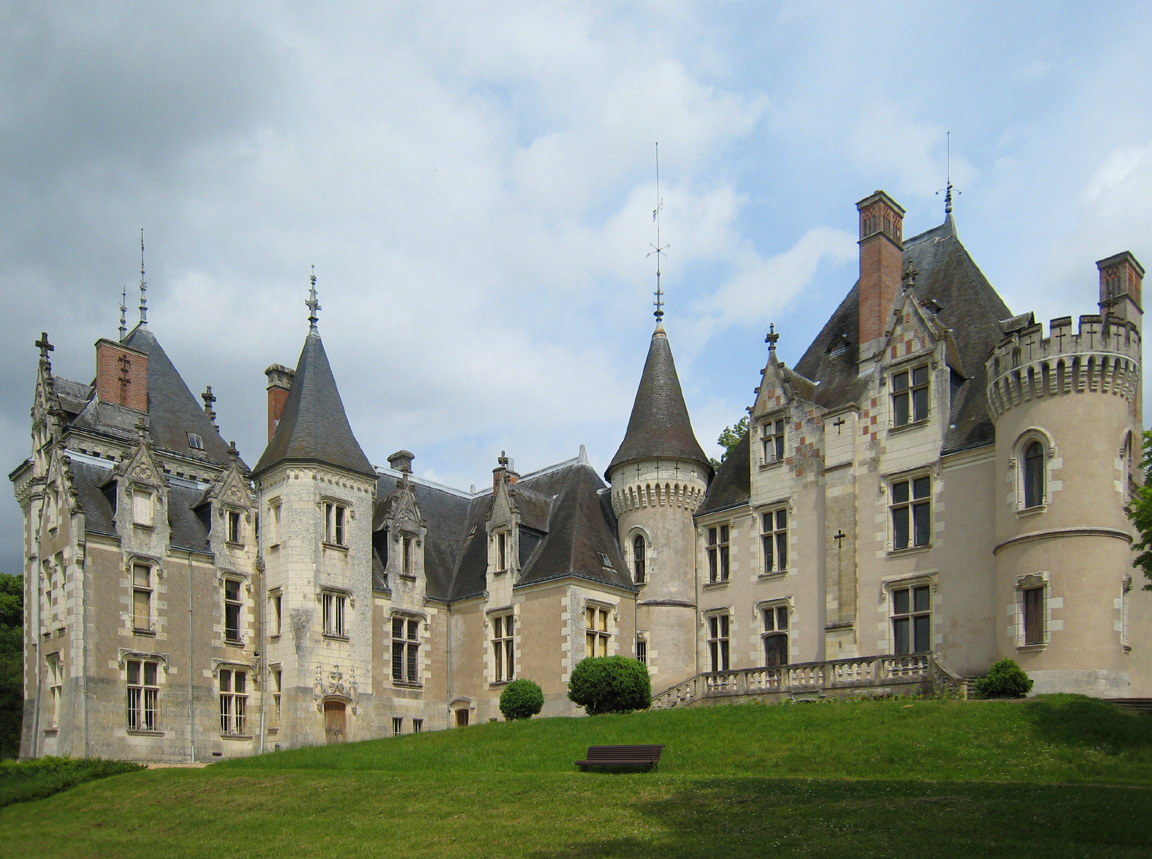
Castelo de Candé, Monts, França.

Wallis e Eduardo casaram-se um mês depois em 3 de junho no Castelo de Candé, alugado por eles do milionário francês Charles Bedaux. A data seria o aniversário de 72 anos do Rei Jorge V; a Rainha Maria de Teck achou que o casamento foi agendado nessa data específica propositalmente. Ninguém da família de Eduardo compareceu. Wallis usou um vestido de casamento Mainbocher azul. O casamento não gerou filhos. Ernest Simpson casou-se em novembro com Mary Kirk.
Jorge VI criou para Eduardo o título de Duque de Windsor antes do casamento. Entretanto, cartas-patente aprovadas pelo novo rei e apoiadas unanimemente pelos governos dos domínios impediram que Wallis, agora a Duquesa de Windsor, compartilhasse o estilo de "Sua Alteza Real" do marido. A firme opinião de Jorge era de que a nova duquesa não recebesse um título real compartilhado por sua mãe a Rainha Maria de Teck e por sua esposa a Rainha Isabel Bowes-Lyon. Inicialmente, a Família Real Britânica não aceitou Wallis e não a receberia formalmente, apesar de Eduardo ter se encontrado as vezes com sua mãe e seus irmãos após a abdicação. Alguns biógrafos sugeriram que a cunhada de Wallis, a rainha Isabel, permaneceu amarga com ela por seu papel em levar Jorge ao trono (que ela pode ter visto como um fator em sua morte precoce) e por comportar-se prematuramente como consorte de Eduardo enquanto era apenas sua amante. Essas afirmações foram negadas pelos amigos próximos da rainha, como Hugh FitzRoy, 11.º Duque de Grafton, que escreveu que ela "nunca disse algo desagradável sobre a Duquesa de Windsor, exceto para dizer que ela não tinha ideia do que estava lidando". Por outro lado, Wallis chamava Isabel de "Sra. Temple" e "Biscoito", aludindo a sua imagem sólida e seu gosto por comida, também chamando a filha dela a princesa Isabel de "Shirley", de Shirley Temple. A duquesa ressentia amargamente a negação de um estilo real e a recusa dos parentes de Eduardo em aceitá-la como parte da família. Dentro de casa, "Sua Alteza Real" era usado por aqueles próximos ao casal.
De acordo com Diana Mitford, esposa do líder da União Britânica de Fascistas Oswald Mosley, que conhecia tanto Isabel quanto Wallis porém era amiga apenas da segunda, a antipatia da rainha com sua cunhada pode ter sido o resultado de ciúmes. Mitford escreveu à sua irmã Deborah Cavendish, Duquesa de Devonshire, após a morte de Eduardo: "pode explicar muito a teoria dos contemporâneos [dos Windsor] que Bolo [apelido que Mitford deu a Isabel, derivado de uma grande exclamação dela na festa em que Cavendish a conheceu] estava bastante apaixonada [por Eduardo] (quando menina) e tomou o segundo melhor".

Eduardo e Wallis com Adolf Hitler em 1937.

O duque e a duquesa viveram na França nos anos pré-guerra. Eles fizeram uma viagem muito divulgada pela Alemanha Nazista em 1937 e conheceram Adolf Hitler em seu retiro Berghof, Berchtesgaden. Após a visita, Hitler disse a Wallis que "ela teria sido uma boa rainha". A visita acabou corroborando as grandes suspeitas de muitos no governo e sociedade que a duquesa era uma agente alemã, uma afirmação que ela ridicularizou em suas cartas ao marido. Arquivos reunidos pelo FBI na década de 1930 também a mostram como possível simpatizante nazista. Carlos Alexandre, Duque de Württemberg, contou ao FBI que ela e o proeminente nazista Joachim von Ribbentrop foram amantes em Londres. Havia ainda relatos improváveis que ela mantinha uma fotografia assinada de Ribbentrop em seu quarto durante a guerra, e que continuou a passar detalhes para ele mesmo durante da invasão da França.

## Segunda Guerra Mundial
Quando a Segunda Guerra Mundial começou em 1939, Eduardo recebeu um posto militar do Exército Britânico na França. De acordo com Edmund Ironside, Wallis continuou a entreter amigos associados ao movimento fascista e vazou detalhes das defesas francesas e belgas recolhidas pelo duque. Quando a Alemanha invadiu o norte da França e bombardeou o Reino Unido em maio de 1940, a duquesa disse a um jornalista americano que "Não posso dizer que sinto por eles". Eduardo e Wallis fugiram de sua casa em Paris para o sul enquanto as tropas alemães avançavam, primeiro para Biarritz e depois em junho para a Espanha. Lá, ela contou ao embaixador americano Alexander W. Weddell que a França perdeu por estar "doente internamente". O casal foi para Lisboa, Portugal, em julho, onde ficaram na casa de Ricardo Ribeiro do Espírito Santo Silva, um banqueiro suspeito de ser um agente alemão. O duque e a duquesa viajaram em agosto para as Bahamas em um avião de passageiros, com Eduardo sendo nomeado Governador.
Wallis competentemente desempenhou seu papel como primeira-dama das Bahamas por cinco anos; ela ativamente trabalhou pela Cruz Vermelha no melhoramento do bem-estar infantil. Entretanto, odiava Nassau, a chamando de "nossa Santa Helena" em referência ao último local de exílio de Napoleão Bonaparte. Ela foi muito criticada pela mídia por comprar de forma extravagante nos Estados Unidos enquanto o Reino Unido estava passando por privações como racionamentos e falta de luz. Sua atitude com a população local, que ela chamou em cartas a sua tia de "negros preguiçosos e prósperos", refletia seu crescimento. O primeiro-ministro Winston Churchill tenazmente foi contra a planejada viagem de Wallis e Eduardo em 1941 pelo Caribe abordo do iate do magnata sueco Axel Wenner-Gren, quem Churchill afirmava ser "pró-alemão". O primeiro-ministro foi obrigado a reclamar novamente quando o duque deu uma entrevista "derrotista". Outro conhecido do casal, Charles Bedaux, que havia sediado seu casamento, foi preso em 1943 sob acusações de traição e cometeu suicídio na cadeia em Miami antes de ir a julgamento. O establishment britânico não confiava na duquesa; sir Alexander Hardinge escreveu que suas suspeitas atividades anti-britânicas eram motivadas por vingança contra o país que a havia rejeitado como rainha.

## Anos posteriores
Algumas das joias de Wallis foram roubadas em 1946 enquanto ela estava no Ednam Lodge, casa de William Ward, 3.º Conde de Dudley. Houve rumores que o roubo foi arquitetado pela família real como uma tentativa de ter volta algumas das joias tiradas da Royal Collection por Eduardo, ou pelos próprios Windsor como parte de uma fraude de seguro – os dois fizeram um grande depósito de pedras soltas no Cartier SA no ano seguinte. Entretanto, Richard Dunphie confessou o crime em 1960. As peças roubadas eram apenas uma pequena porção das joias dos Windsor, compradas particularmente, herdadas por Eduardo ou dadas enquanto era Príncipe de Gales.
Jorge VI morreu em fevereiro de 1952 e Eduardo voltou ao Reino Unido para seu funeral. Wallis não compareceu; enquanto estava em Londres em outubro do ano anterior ela disse ao marido: "Odeio este país. Hei de odiá-lo até a morte". Foi oferecido a eles pelas autoridades parisienses mais tarde no mesmo ano uma casa para usarem. O casal viveu na Villa Windsor em Neuilly-sur-Seine, perto de Paris, pelo restante de suas vidas, essencialmente tendo uma vida de fácil aposentadoria. Eles compraram uma segunda casa no campo, Moulin de la Tuilerie ou "O Moinho", em Gif-sur-Yvette, onde logo ficaram amigos de seus vizinhos Oswald Mosley e Diana Mitford. Mitford afirmou anos depois que o duque e a duquesa compartilhavam suas visões e de seu marido que Hitler deveria ter recebido liberdade para destruir o comunismo. Como o próprio Eduardo escreveu no Daily News em 13 dezembro de 1966: "...era do interesse do Reino Unido e também da Europa que a Alemanha fosse encorajada a atacar e esmagar o comunismo para sempre ... achei que o resto de nós poderíamos ficar em cima do muro enquanto os Nazistas e os Vermelhos arrastavam-se para fora".
Wallis e Eduardo visitaram Londres em 1965 pois o duque precisava fazer uma cirurgia de descolamento de retina; eles foram visitados pela rainha Isabel II e a princesa Marina, Duquesa de Kent. A irmã de Eduardo, Maria, Princesa Real, também os visitou apenas dez dias antes de morrer. O casal compareceu ao funeral na Abadia de Westminster. Mais tarde em 1967, o duque e a duquesa acompanharam a família real em Londres na inauguração de uma placa encomendada por Isabel II para comemorar o centenário do nascimento da rainha Maria. Tanto a rainha quanto Carlos, Príncipe de Gales, visitaram os Windsor em Paris nos últimos anos de Eduardo, com a visita de Isabel ocorrendo pouco antes da morte do duque.

## Viuvez e morte

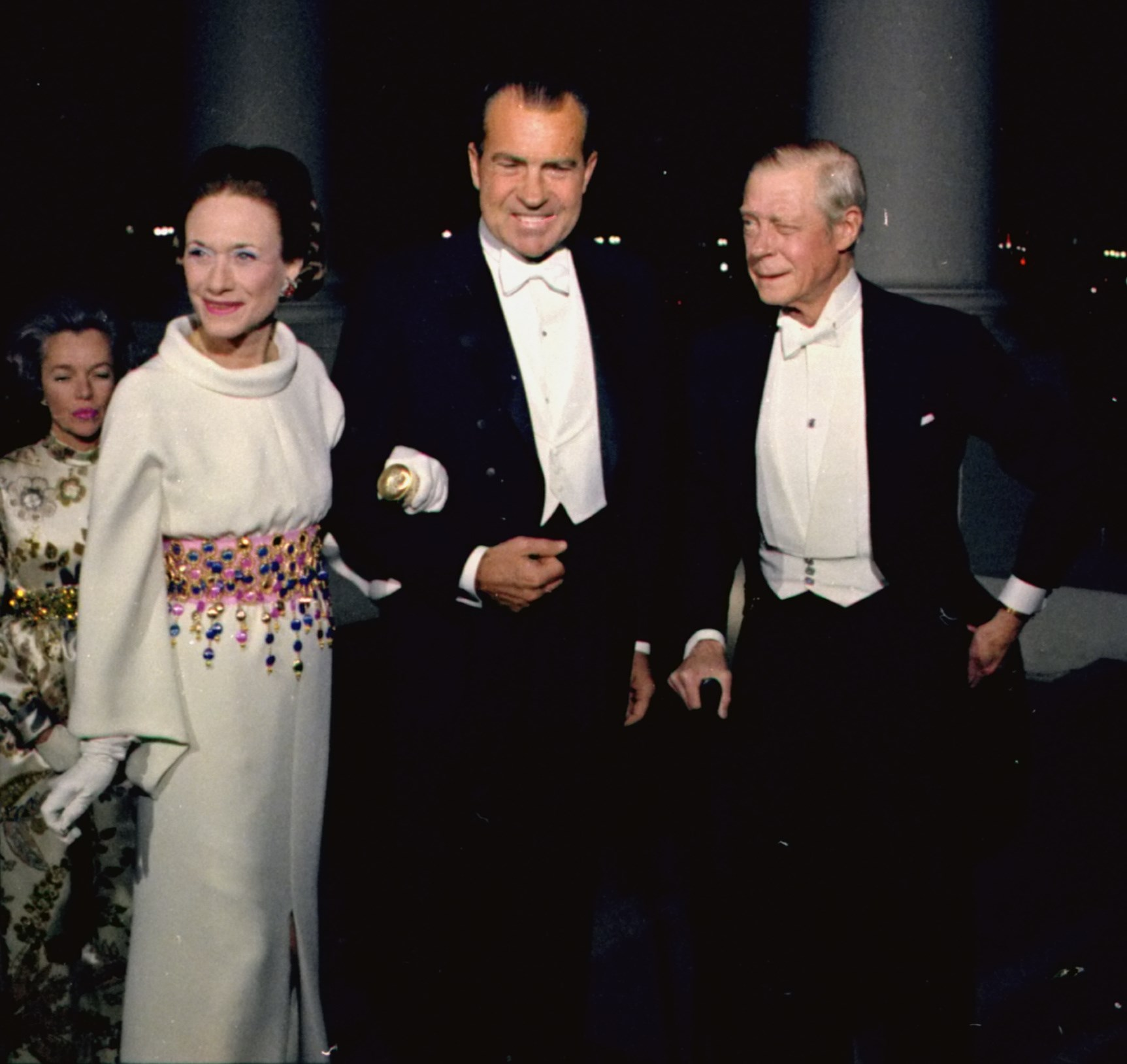
Wallis e Eduardo na Casa Branca em 1970 para um jantar com o presidente Richard Nixon.

Eduardo morreu de câncer em 1972 e Wallis viajou ao Reino Unido para comparecer ao funeral, permanecendo no Palácio de Buckingham durante sua visita. Cada vez mais frágil e sofrendo de demência, a duquesa viveu o restante de sua vida em reclusão com o dinheiro vindo das propriedades de seu marido e uma pensão da rainha. Wallis sofreu várias quedas e quebrou duas vezes o quadril. Sua advogada francesa Suzanne Blum assumiu os poderes de procuradora após a morte de Eduardo. Blum vendeu itens pertencentes a Wallis para seus próprios amigos em uma valor abaixo do mercado, sendo acusada no livro The Last of the Duchess, de Caroline Blackwood, de explorar sua cliente. O biógrafo real Hugo Vickers chamou Blum de uma "figura satânica ... usando o manto da boa intenção para esconder sua malevolência interna". A duquesa perdeu a fala em 1980. Ao final de sua vida, ela estava acamada e não recebia nenhum visitante além dos médicos e enfermeiras.
Wallis morreu em 24 de abril de 1986 em sua casa em Bois de Boulogne,Paris. Seu funeral ocorreu na Capela de São Jorge, Castelo de Windsor, tendo a presença de membros da família real incluindo suas duas concunhadas ainda vivas: a rainha mãe Isabel Bowes-Lyon e a princesa Alice, Duquesa de Gloucester. A rainha Isabel II, o príncipe Filipe, Duque de Edimburgo, Carlos, Príncipe de Gales, e Diana, Princesa de Gales, compareceram tanto ao funeral quanto ao enterro. Ela foi enterrada ao lado de Eduardo no Cemitério Real de Frogmore como "Wallis, Duquesa de Windsor". Até um acordo com a rainha na década de 1960, Eduardo e Wallis planejavam serem enterrados em uma cova comprada no Cemitério de Green Mount em Baltimore, onde o pai da duquesa havia sido enterrado.
Em reconhecimento pela ajuda que a França deu a Eduardo e Wallis ao dar-lhes uma casa, e em vez do imposto sucessório, foi entregue ao governo francês a coleção da duquesa de móveis no estilo Luís XVI, algumas porcelanas e pinturas. A família real britânica não recebeu grandes heranças. A maior parte de suas propriedades foi para o Instituto Pasteur de pesquisa médica, seguindo instruções de Suzanne Blum. A decisão pegou de surpresa a família real e os amigos de Wallis, já que durante sua vida ela pouco demonstrou interesse em caridade. Em uma leilão da Sotheby's realizado em Genebra em abril de 1987, a incrível coleção de joias da duquesa arrecadou 45 milhões de dólares para o instituto, aproximadamente sete vezes seu valor estimado na pré-venda. Blum mais tarde afirmou que o empresário egípcio Mohamed Al-Fayed tentou comprar as joias pelo "preço mais baixo". Al-Fayed comprou boa parte das propriedades não financeiras, incluindo o arrendamento da mansão parisiense. Um leilão de sua coleção foi anunciado em julho de 1997 para mais tarde no mesmo ano em Nova Iorque. O leilão acabou sendo adiado por causa da morte de seu filho Dodi Al-Fayed em um acidente de carro que também tirou a vida de Diana, Princesa de Gales; acabou ocorrendo em 1998 e arrecadou catorze milhões de libras para a caridade.

## Legado
Wallis foi atormentada por rumores de outros amantes. O playboy homossexual norte-americano James Paul Donahue, Jr., filho de uma das três herdeiras da fortuna de Franklin W. Woolworth, afirmou que teve um contato com ela na década de 1950, porém Donahue era famoso por suas peças imaginativas e boataria. A existência de um chamado "Dossiê China", detalhando as supostas atividades sexuais e criminosas de Wallis na China, é negada por praticamente todos os biógrafos e historiadores.
Ela não teve filhos. Apesar de terem existido rumores de gravidezes e abortos, notavelmente com Galeazzo Ciano na China, não há evidências concretas que Wallis engravidou de algum de seus maridos ou amantes. Afirmações que ela sofria da síndrome de insensibilidade a andrógenos, também conhecida como feminização testicular, parecem improváveis e até impossíveis devido sua operação de mioma uterino em 1951. Jean Thin, seu médico, afirmou que ela tinha uma genitália normal.
The Heart Has Its Reasons, suas memórias escritas por um escritor fantasma, foi publicada em 1956. O autor Charles Higham afirma que no livro "fatos foram rearranjados sem remorso em que equivaleu a um levantamento auto-realizado ... abundantemente refletindo a personalidade politicamente equivocada, porém vitoriosa e desejável". Boatos e conjecturas obscureceram uma avaliação da vida de Wallis, não ajudando também sua própria manipulação da verdade. Porém não há nenhum documento que prova diretamente que ela era nada além de uma vítima de sua própria ambição, que viveu um grande romance que virou uma grande tragédia. Na opinião de seus biógrafos, "ela viveu o conto de fadas definitivo, tornando-se a favorita adorada do solteiro mais glamuroso de sua época. O idílio deu errado quando, ignorando seus pedidos, ele jogou fora sua posição para passar o resto de sua vida com ela". Acadêmicos concordam que Wallis subiu um precipício que "a deixou com menos alternativas que tinha antecipado. De alguma forma ela pensou que o establishment poderia ser sobrepujado assim que [Eduardo] fosse rei, e ela confessou francamente a Tia Bessie de suas 'ambições insaciáveis' ... Presa por sua fuga da responsabilidade exatamente no papel que tinha procurado, de repente ela o avisou, em uma carta, 'Você e eu apenas podemos criar desastres juntos' ... ela previu para a anfitriã social Sibyl Colefax, 'duas pessoas irão sofrer' por causa do "funcionamento de um sistema' ... Negada a dignidade, e sem nada útil para fazer, o novo Duque de Windsor e sua Duquesa seriam os parasitas mais notórios da sociedade internacional por uma geração, enquanto eles completamente entediavam o outro ... Ela o considerava emocionalmente um Peter Pan, e ela mesma uma Alice no País das Maravilhas. Entretanto, o livro que escreveram juntos era um Paraíso Perdido". A própria Wallis supostamente resumiu sua vida em uma frase: "Você não tem ideia como é difícil viver um grande romance".

## Títulos e estilos

Monograma real de Wallis e Eduardo.

- 19 de junho de 1896 – 8 de novembro de 1916: "Srta. Bessie Wallis Warfield"
- 8 de novembro de 1916 – 21 de julho de 1928: "Sra. Earl Winfield Spencer, Jr."
- 21 de julho de 1928 – 7 de maio de 1937: "Sra. Ernest Aldrich Simpson"
- 7 de maio de 1937 – 3 de junho de 1937: "Sra. Wallis Warfield"

Wallis voltou a usar seu nome de solteira por uma votação de ação, porém continuou a usar o título de "Sra.".
- 3 de junho de 1937 – 24 de abril de 1986: "Sua Graça, a Duquesa de Windsor"